# José Ángel Lamas
José Ángel Lamas (Caracas, Venezuela, 2 de agosto de 1775 - Caracas, Venezuela, 9 de diciembre de 1814), bautizado como Joseph del los Ángeles del Carmen Lamas, fue uno de los más grandes exponentes musicales en la historia de Venezuela en el siglo XVIII y principios del XIX; en cada una de sus obras, se dejan percibir las expresiones de una Venezuela colonial que comenzaba a traspasar toda una gesta independentista, que más tarde otorgaría a la nación, su carácter de República libre y soberana. Además de su obra famosa, Popule Meus, compuso más de cuarenta obras tanto música coral como para instrumental. 
Estudiante de los maestros Juan Manuel Olivares y el Padre Sojo, en 1790 era junto a Bernabé Montero y sus maestros los únicos blancos de la Escuela de Música de Chacao; en Algunos biógrafos e historiadores señalan que poseía un carácter retraído y melancólico, convivió además con los músicos Lino Gallardo y Juan José Landaeta, (algunos biógrafos señalan que no sobresalía entre estos dos. 
Comenzó trabajando en la Catedral de Caracas ejecutando el Tiple y luego 1796 fue ascendido a bajonista de la Catedral de Caracas, cargo que ocupó hasta su muerte.

## Biografía
Lamas es conocido por su pieza Popule Meus, la cual fue compuesta en 1801 y estrenada en la Catedral de Caracas. Lamas dedicó su vida a la música y permaneció apartado de la política y la actividad independentista. Como miembro del grupo de compositores de la Escuela de Chacao, tocó el tiple y el bajón chirimía en 1789 con la orquesta de la catedral. Desde 1786 hasta su muerte en diciembre de 1814, Lamas fue el maestro bajonista de la orquesta.
Entre sus piezas más conocidas están En premio a tus virtudes, Sepulto domino, Ave Maris Stella, Misa en re y Benedicta et venerabilis.
Lamas murió el 10 de diciembre de 1814 a los 39 años. Fue enterrado en la Iglesia de San Pablo en Caracas que luego fue demolida por orden del presidente Antonio Guzmán Blanco para construir el Teatro Municipal de Caracas, inaugurado en 1881. Sus restos nunca fueron hallados.